# ヴィトルト・ルトスワフスキ国際作曲コンクール
ヴィトルト・ルトスワフスキ国際作曲コンクールは、ポーランドで開かれる国際作曲コンクール。

## 概要
かつてはヴィトルト・ルトスワフスキ自らが審査委員長を務めたコンクールで、当時はWitold Lutoslawski International Composers' Competition（ポーランド語ではMiędzynarodowy Konkurs Kompozytorski im. Witolda Lutosławskiego）と名づけられた。原則的には前年に譜面審査で順位を決め、翌年に受賞者を招待するという方式であった。1995年度は応募総数が200を越え、史上最大の激戦であった。しかし、ルトスワフスキ没後は審査委員長の入れ替わりに伴う審査レベルの乱高下が不評となり、2003年に一旦打ち切りになった。
2004年から新たなスポンサーと審査機構の建て直しと共に、再スタート。これまでのようなオーケストラ音楽から、長大な室内楽作品の募集へ規約を切り替え、新たに注目を集める賞となっている。現在はWitold Lutoslawski Award 2005のように、末尾に年号がつく。2007年と2008年には、審査員としてウィーン在住の日本人作曲家森本恭正が日本人として初めて招待を受け参加した。再開後も、ルトスワフスキ財団はあくまでも規定上審査依頼のみを行っているため、依頼された審査員が引き受けるとは限らなかった。
2012年度に、オーケストラ作品の新作を「ルトスワフスキ生誕100年記念」と称して、「ルトスワフスキ国際作曲コンクール」の名称が復活。しかし、国際審査員の面子は今までとはかなり異なる。2013年に結果が発表され、アルバニアのトマ・シマクがオーケストラのための協奏曲で優勝。ワルシャワの秋で初演される予定。

## 備考
この他、「ルトスワフスキ国際チェロコンクール」や「ルトスワフスキ国際指揮コンクール」も小規模ながら存在する。

## 過去の優勝者達
(第一回から第六回までは、公開演奏時の日にちに拠る)

- 1991年 第一回
- 1993年 第二回 江村哲二
- 1995年 第三回 該当者なし（第2位はピエール・ミシェル・ベダール、オレクサンダ・シチェティンスキィの同点）
- 1999年 第四回 ランス・リチャード・ハルム ハルムの作品は諸般の事情で2001年のワルシャワの秋にて、第五回の受賞者とともに演奏された。
- 2001年 第五回 ヴァレリー・ヴォロノフ
- 2003年 第六回

(2004年以降は回数を付していない。譜面審査発表時の日にちに拠る)

- 2004年 マリオス・ヨアンノー・エリア
- 2005年 シーン・ベンジャミン・シェパード、タズル・イザン・タジュッディン（同点）
- 2006年 トマス・ガッリド
- 2007年 中島牧、カルロ・アレッサンドロ・ランディーニ（同点）
- 2008年 ファン・デ・ディオス・マグダレーノ（史上最年少記録）
- 2013年 トマ・シマク